# Henri-Louis Kain

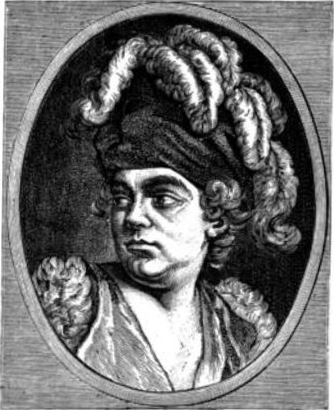
Le Kain con un costume di scena

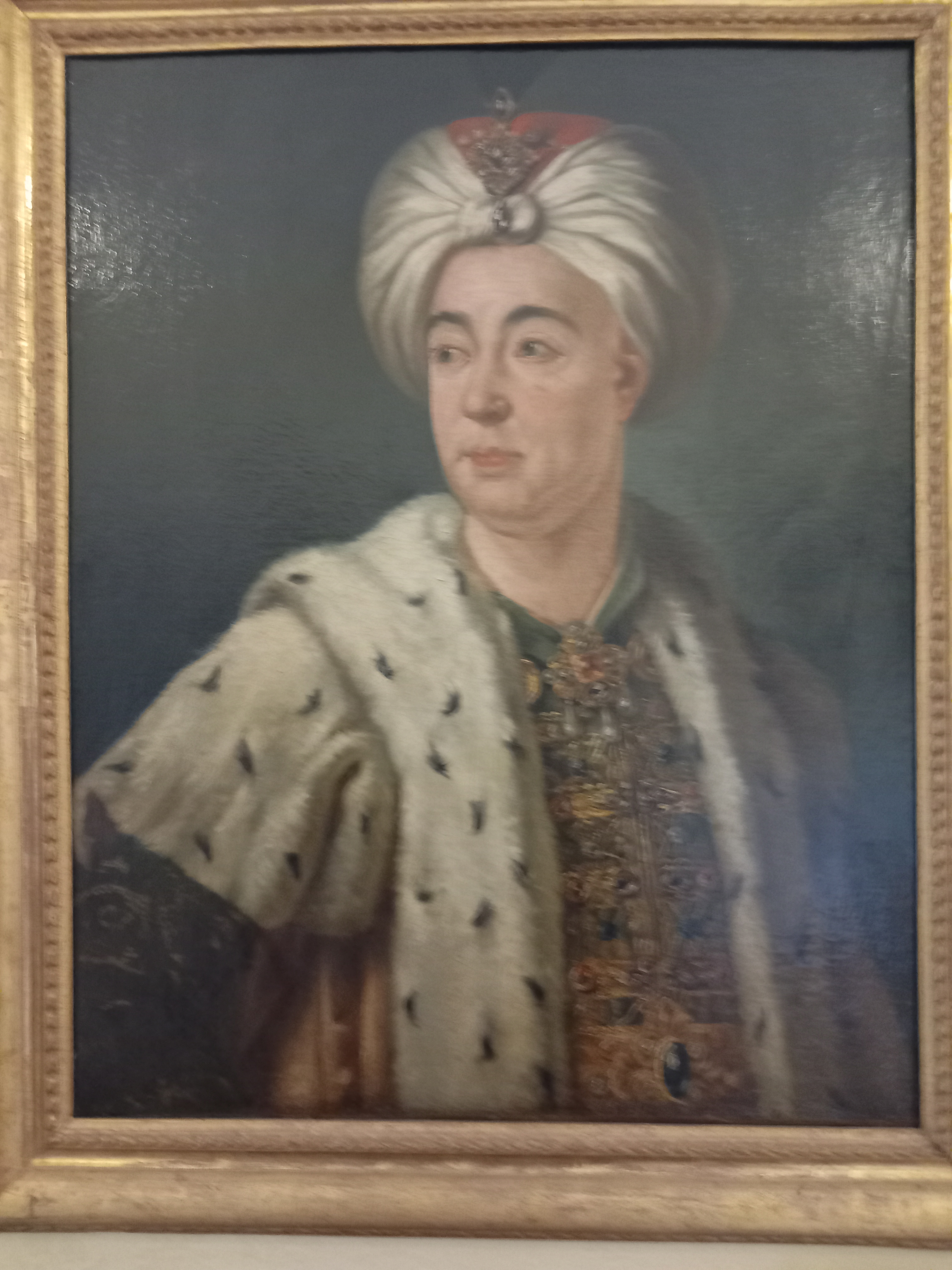
Lekain nei panni di Orosmane, olio su tela attribuito a Simon Bernard Lenoir

Henri-Louis Kain, detto Lekain o Le Kain (Parigi, 31 marzo 1729 – Parigi, 8 febbraio 1778), è stato un attore teatrale francese.

## Biografia
Le Kain ha cominciato a recitare al Collegio Mazzarino, in compagnia di alcuni giovani. Voltaire intuito il suo talento, lo spronò a continuare nell'arte della recitazione. A fronte dell'opposizione da parte degli attori, a causa delle suo fisico gracile, il suo approccio pesante nella recitazione dei personaggi, il suo volto e la sua voce volgare opaca, Le Kain entrò nella compagnia del re soltanto il 24 febbraio 1752, dopo diciassette mesi di attesa e con una decisione specifica il re.
Con un duro lavoro ha superato i suoi difetti naturali: ammorbidendo la sua voce, ma imprimendo alla recitazione un pathos che nobilitava le sue azioni. Rese il suo viso così espressivo che, nei momenti di passione, produceva l'illusione della bellezza.
È stato uno dei primi modelli di come un attore deve ascoltare e seguire la pantomima e il testo del suo interlocutore. Ha impresso alla sua dizione tonalità diverse, a seconda del personaggio rappresentato e ha curato i costumi di scena.
Considerato uno dei più grandi attori tragici del suo tempo ha recitato, nelle tragedie di Voltaire, nel ruolo di Orosmane, nel quale eccelleva, ma anche in quelle di Tancredi, Maometto, Gengis Kahn, Zamore, Rhadamiste, Nicomede, Oreste e altri che sono diventati per lui altrettanti trionfi.
Un giorno dopo aver recitato di fronte a Luigi XV di Francia, il re disse:
Mentre il de Boni, che riporta la citazione regia, diceva della sua recitazione:
(Filippo de Boni, Biografia degli Artisti, 1840, ad vocem)
È diventato membro della Comédie-Française, e si è ritirato dalle scene poco prima della sua morte e scrisse un libro di memorie Les Mémoires molto interessante sulla nascita della sua recitazione stampato soltanto nel 1825 a cura di Talma, infatti Le Kain venne considerato il precursore della recitazione del grande Talma che scrisse anche un saggio su di lui, intitolato: Quelques réflexions sur Le Kain et sur l'art dramatique (1825).